# Туррет
Турре́т (фр. Tourrettes) — коммуна на юго-востоке Франции в регионе Прованс — Альпы — Лазурный берег, департамент Вар, округ Драгиньян, кантон Рокбрюн-сюр-Аржан.
Площадь коммуны — 33,99 км², население — 2551 человек (2006) с выраженной тенденцией к росту: 2823 человека (2012), плотность населения — 83,0 чел/км².

## Население
Население коммуны в 2011 году составляло — 2784 человека, а в 2012 году — 2823 человека.
| 1962 | 1968 | 1975 | 1982 | 1990 | 1999 | 2006 | 2008 | 2011 | 2012 |
| ---- | ---- | ---- | ---- | ---- | ---- | ---- | ---- | ---- | ---- |
| 573  | 743  | 897  | 1067 | 1375 | 2180 | 2551 | 2658 | 2784 | 2823 |

Динамика населения:

## Экономика
В 2010 году из 1673 человек трудоспособного возраста (от 15 до 64 лет) 1136 были экономически активными, 537 — неактивными (показатель активности 67,9 %, в 1999 году — 66,0 %). Из 1136 активных трудоспособных жителей работали 1036 человек (555 мужчин и 481 женщина), 100 числились безработными (45 мужчин и 55 женщин). Среди 537 трудоспособных неактивных граждан 132 были учениками либо студентами, 214 — пенсионерами, а ещё 191 — были неактивны в силу других причин.
На протяжении 2010 года в коммуне числилось 1160 облагаемых налогом домохозяйств, в которых проживало 2795,5 человек. При этом медиана доходов составила 18 тысяч 464 евро на одного налогоплательщика.